# Tatiana Eva-Marie
Tatiana Eva-Marie, artiestennaam van Tatiana Eva-Marie Crelier (1985), is een Zwitserse jazzzangeres, componist en actrice. Ze zingt vooral swing en gypsy jazz in jaren ‘30 stijl. Haar zang wordt vergeleken met dat van de jazz zangeressen Cyrille Aimée en Cécile McLorin Salvant.
Eva-Marie is de dochter van de Zwitserse componist Louis Crelier (1955) en de Roemeense klassiek violiste Anca Maria Crelier née Cismaru en groeide op in Lausanne in Zwitserland en verhuisde toen ze 15 was naar Parijs in Frankrijk.
Eva-Marie behaalde aan de Sorbonne in Parijs haar mastersdiploma in middeleeuwse engelse literatuur. In 2011 verhuisde ze van Parijs naar New York waar ze in 2012 met violist Adrien Chevalier de Avalon Jazz Band oprichtte. Met de Avalon Jazz Band speelde ze in het voorprogramma van Norah Jones.
Eva-Marie was in 2014 finaliste in het eerste seizoen van de Franse tv-talentenjacht Music Explorer (fr).
In 2015 richtte Tatiana Eva-Marie naast de Avalon Jazz Band een nieuwe band op: The Zazou Swing Orchestra.
Sinds 2017 vormt Eva-Marie samen met Amos Rose en Sasha Masakowski het zangtrio The Copacetics.

## Filmografie
Tatiana Eva-Marie speelde in verschillende korte films:
- Amidion: Mami (Follow me) (2012)
- Cronos & Rhéa (2004)

Voor de korte animatiefilm Moon Girl (2016) componeerde ze de muziek en sprak ze de stem van het hoofdpersonage in.

## Discografie

### Albums met de Avalon Jazz Band
- My Gypsy Jazz Chrismas (2012)
- I Wish You Love (2016)
- Je Suis Swing (2016)
- Paris (2019)
- Wintertime Dreams: A Parisian Christmas (2019)
- We'll Meet Again (2021)

### Soloalbums
- Bonjour Tristesse (2020)
- I Double Dare You (met Terry Waldo) (2021)

## Populaire YouTube Videos
Tatiana Eva-Marie publiceert sinds 2011 regelmatig nieuwe muziek op social media. Zowel op het YouTube-kanaal van de Avalon Jazz Band, als op haar eigen kanaal, waarop ze ook optreedt met andere artiesten, zoals bv Terry Waldo (en) en zijn band en Joë Santorini & his Rythm Club.
| Nummer                       |       | Datum           | Views (mil.) | YouTube-kanaal                           |        |
| ---------------------------- | ----- | --------------- | ------------ | ---------------------------------------- | ------ |
| Bésame Mucho                 | cover | 31 maart 2020   | 10,42        | Tatiana Eva-Marie & the Avalon Jazz Band | [ 24 ] |
| I Love Paris                 | cover | 25 oktober 2014 | 8,66         | Tatiana Eva-Marie & the Avalon Jazz Band | [ 25 ] |
| Que Reste-t-il De Nos Amours | cover | 20 juli 2015    | 4,46         | Tatiana Eva-Marie & the Avalon Jazz Band | [ 26 ] |
| Ménilmoment                  | cover | 17 oktober 2012 | 6,19         | Tatiana Eva-Marie & the Avalon Jazz Band | [ 27 ] |
| La Mer (Beyond The Sea)      | cover | 2 augustus 2020 | 3,73         | Tatiana Eva-Marie & the Avalon Jazz Band | [ 28 ] |
| Si tu vois ma mère           | cover | 7 januari 2020  | 2,89         | Tatiana Eva-Marie & the Avalon Jazz Band | [ 29 ] |
| Bonjour Sourire              | cover | 25 juli 2016    | 1,97         | Tatiana Eva-Marie & the Avalon Jazz Band | [ 30 ] |